# Traianu Vechi, Ismail
Traianu Vechi (în ucraineană Старі Трояни, transliterat: Stari Troianî, în rusă Старые Трояны, transliterat: Starîe Troianî, în găgăuză Eski Troyan) este un sat în comuna Șichirlichitai din raionul Ismail, regiunea Odesa, Ucraina.

## Demografie
Componența lingvistică a comunei Traianu Vechi
     Găgăuză (66,16%)
     Rusă (20,3%)
     Bulgară (7,31%)
     Ucraineană (3,15%)
     Română (2,86%)
     Alte limbi (0,12%)
Conform recensământului din 2001, majoritatea populației comunei Traianu Vechi era vorbitoare de găgăuză (66,16%), existând în minoritate și vorbitori de rusă (20,3%), bulgară (7,31%), ucraineană (3,15%) și română (2,86%).